# Николай Никифоров
Николай Никифоров Тотев е български сценарист.

## Биография
Роден е в село Загориче на 21 юни 1938 г. Завършва Софийския университет през 1961 г., специалност българска филология. Първи главен редактор на вестник „Континент“ (1992).

## Филмография
- Все отлагам да те забравя (1990)
- Единственият свидетел (1990)
- Издирва се... (тв, 1984)
- Наследницата (тв, 1984)
- Почти ревизия (4-сер. тв, 1982)
- Милост за живите (1981)
- Ударът (1981)
- От нищо нещо (1979)
- Булевард (1979)
- Година от понеделници (1977)
- Мъже без работа (1973)
- Шведските крале (1968)